# Tàu điện ngầm Daejeon tuyến 1
Tàu điện ngầm Daejeon tuyến 1 là một tuyến tàu điện ở Daejeon, Hàn Quốc. Tuyến có màu ● xanh. Dài 22,6 km (14,0 mi) với 22 nhà ga. Nó là tuyến đầu tiên trong dự án Tàu điện ngầm Daejeon.
Giai đoạn đầu tiên được mở cửa vào 16 tháng 3 năm 2006, thứ hai mở cửa vào 17 tháng 4 năm 2007. Đường sắt chính chạy từ Ga Banseok ở Yuseong-gu đến Ga Panam ở Dong-gu. 
Phần công trình tuyến 2 đã được lên kế hoạch và bắt đầu xây dựng vào năm 2008, nhưng nó bị trì hoãn do chính phủ tài trợ đã chuyển sang dự án khác.
Đã có kế hoạch xây dựng tuyến 2 như tàu đệm từ giống như M-Bahn của Đức hoặc HSST của Nhật Bản.
Tuyến #2 đã được tính toán hoàn thành vào năm 2015 và sẽ thử nghiệm trước khi mở cửa vào năm 2018. Toàn bộ hệ thống sẽ được vận hành vào năm 2021 hoặc trễ hơn. Tàu sẽ chạy trên mặt đất cũng như trên cao.

## Ga
| Số ga | Tên ga                                                 | Tên ga                      | Tên ga                      | Chuyển tuyến                              | Khoảng cách | Tổng khoảng cách | Vị trí  | Vị trí     |
| Số ga | Tiếng Việt                                             | Hangul                      | Hanja                       | Chuyển tuyến                              | Khoảng cách | Tổng khoảng cách | Vị trí  | Vị trí     |
| ----- | ------------------------------------------------------ | --------------------------- | --------------------------- | ----------------------------------------- | ----------- | ---------------- | ------- | ---------- |
| 101   | Panam (Đại học Daejeon)                                | 판암 (대전대)               | 板岩 (大田大)               |                                           | 0.0         | 0.0              | Daejeon | Dong-gu    |
| 102   | Sinheung                                               | 신흥                        | 新興                        |                                           | 0.94        | 0.94             | Daejeon | Dong-gu    |
| 103   | Daedong (Đại học Woosong)                              | 대동 (우송대)               | 大洞 (又松大)               |                                           | 1.22        | 2.16             | Daejeon | Dong-gu    |
| 104   | Daejeon                                                | 대전                        | 大田                        | Tuyến Gyeongbu Đường sắt cao tốc Gyeongbu | 1.01        | 3.17             | Daejeon | Dong-gu    |
| 105   | Jungangno                                              | 중앙로                      | 中央路                      |                                           | 0.83        | 4.00             | Daejeon | Jung-gu    |
| 106   | Văn phòng Jung-gu                                      | 중구청                      | 中區廳                      |                                           | 0.70        | 4.70             | Daejeon | Jung-gu    |
| 107   | Seodaejeonnegeori (Eduwill Academy)                    | 서대전네거리 (에듀윌학원)   | 西大田四街 (에듀윌學院)     |                                           | 0.84        | 5.54             | Daejeon | Jung-gu    |
| 108   | Oryong                                                 | 오룡                        | 五龍                        |                                           | 0.78        | 6.32             | Daejeon | Jung-gu    |
| 109   | Yongmun                                                | 용문                        | 龍汶                        |                                           | 1.50        | 7.82             | Daejeon | Seo-gu     |
| 110   | Tanbang (Bệnh viện Davinci)                            | 탄방 (다빈치병원)           | 炭坊 (다빈치病院)           |                                           | 1.20        | 9.02             | Daejeon | Seo-gu     |
| 111   | Tòa thị chính                                          | 시청                        | 市廳                        |                                           | 0.75        | 9.77             | Daejeon | Seo-gu     |
| 112   | Phức hợp chính phủ Daejeon (Credit Union)              | 정부청사 (신협중앙회)       | 政府廳舍 (信協中央會)       |                                           | 0.99        | 10.76            | Daejeon | Seo-gu     |
| 113   | Galma                                                  | 갈마                        | 葛馬                        |                                           | 0.75        | 11.51            | Daejeon | Seo-gu     |
| 114   | Wolpyeong (KAIST)                                      | 월평 (한국과학기술원)       | 月坪 (韓國科學技術院)       |                                           | 0.75        | 12.26            | Daejeon | Seo-gu     |
| 115   | Gapcheon                                               | 갑천                        | 甲川                        |                                           | 1.04        | 13.30            | Daejeon | Seo-gu     |
| 116   | Yuseong Spa (Đại học Quốc gia Chungnam·Đại học Mokwon) | 유성온천 (충남대·목원대)    | 儒城溫泉 (忠南大·牧園大)    |                                           | 1.28        | 14.59            | Daejeon | Yuseong-gu |
| 117   | Guam                                                   | 구암                        | 九岩                        |                                           | 1.05        | 15.63            | Daejeon | Yuseong-gu |
| 118   | Nghĩa trang Quốc gia (Đại học Quốc gia Hanbat)         | 현충원 (한밭대)             | 顯忠院 (한밭大)             |                                           | 0.84        | 16.47            | Daejeon | Yuseong-gu |
| 119   | Sân vận động World Cup (Chợ đầu mối Noeun)             | 월드컵경기장 (노은도매시장) | 世界杯競技場 (老隱都賣市場) |                                           | 1.06        | 17.53            | Daejeon | Yuseong-gu |
| 120   | Noeun                                                  | 노은                        | 老隱                        |                                           | 0.81        | 18.34            | Daejeon | Yuseong-gu |
| 121   | Jijok (Đại học Chimsin)                                | 지족 (침신대)               | 智足 (浸神大)               |                                           | 1.15        | 19.49            | Daejeon | Yuseong-gu |
| 122   | Banseok (Chilsungdae)                                  | 반석 (칠성대)               | 盤石 (七星臺)               |                                           | 0.98        | 20.47            | Daejeon | Yuseong-gu |

## Liên kết
- Official website (tiếng Hàn)
- Network Map